# قطيفية
الفصيلة القُطَيفية أو أمرنتة أو القطيفيات (الاسم العلمي: Amaranthaceae) هي فصيلة نباتية ضمن رتبة القرنفليات (الاسم العلمي: Caryophyllales). من أهم نباتاتها السبانخ إضافة إلى نباتات رعوية مثل القطيفة والقطف والروثا وحشائش مثل السرمق والقلام والأشنان (باللاتينية: Soda).